# Langa del Castillo
Langa del Castillo es un municipio y localidad española de la provincia de Zaragoza, en la comunidad autónoma de Aragón. El término municipal, ubicado en la comarca de Campo Romanos, tiene una población de 110 habitantes (INE 2024).

## Historia
La comarca de Daroca estuvo inmersa en el mundo celtíbero, dominado por los belos (situados en el valle medio del Ebro, entre las cuencas del Jalón y el Jiloca (cuya capital era Segeda/ Sekeiza).

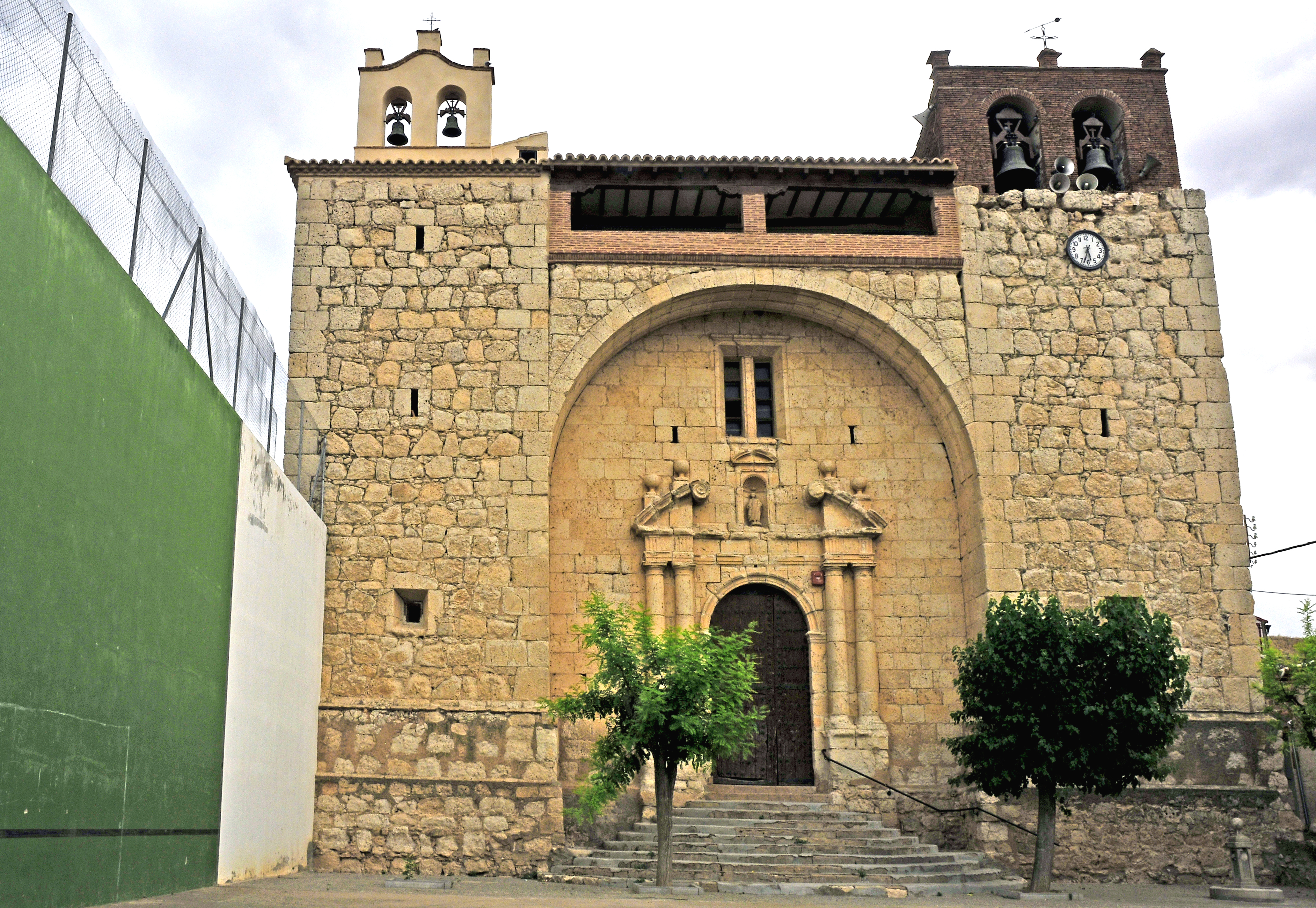
Iglesia parroquial

Una vez transcurrido el periodo visigodo, los musulmanes se asentaron en el territorio, fundando la actual Daroca, cuya primera mención documental data del año; 861, tras el periodo de dominación musulmana, fue conquistada por Alfonso I el batallador en el año 1122, pasando a constituirse en comunidad en 1248, en esta comarca regia el fuero otorgado por Ramón Berenguer IV en 1142 inspirado en el de Calatayud.
La Comunidad de Aldeas de Daroca fue la más extensa de todas las comunidades de Aragón, pues abarcaba desde Cariñena a Singra de norte a sur y de Gallocanta a Azuara de este a oeste, contando con 117 aldeas. Estas tierras fueron muy castigadas durante la guerra con Castilla de los siglos XIV y XV.
La primera mención de Langa data del año 1131, y es citado como término en el fuero de Calatayud. Perteneciendo después a la Comunidad de Aldeas de Daroca.
En los estatutos concedidos por Jaime I el Conquistador en un principio se documentan cinco sexmas, añadiéndose después la Sexma de la Honor de Huesa, quedando así:
- Sesma de Barrachina: Alpeñes, Allueva, Bañon, Barrachina, Bea, Cervera, Collados, Corbatón, Cosa, Cuencabuena, Cuevas de Portalrubio, Fonfría, Godos, Lagueruela, Lechago, Nueros, Olalla, Pancrudo, Portalrubio, Rubielos, Torre los Negros, Torrecilla, Valverde y Villarejo.
- Sesma de Gallocanta: Anento, Báguena, Balconchán, Bello, Berrueco, Castejón, Las Cuerlas, Ferreruela, Gallocanta, Manchones, Murero, Odón, Orcajo, Retascón, San Martín, Santed, Torralba de los Sisones, Used, Val de San Martín, Valdehorna, Villanueva y Villarroya.
- Sesma de la Honor de Huesa: Anadón, Blesa, Cortes, Huesa, Josa, Maicas, Muniesa, Plou, Salcedillo y Segura.
- Sesma de Langa: Badules, Cariñena, Cosuenda, Cucalón, Langa, Lechón, Mainar, Romanos, Torralbilla, Villadoz, Villahermosa y Villarreal.
- Seysma del Río Jiloca: Almohaja, Blancas, Burbáguena, Calamocha, Caminreal, Fuentes Claras, Luco, Monreal, Navarrete, Ojos Negros, Peracense, El Poyo, Pozuel, Singra, Tornos, Torrijo, Villafranca, Villalba y Villar del Salz.
- Seysma de Trasierra: Aguilón, Aladrén, Azuara, Badenas, Cerveruela, El Colladico, Fombuena, Herrera, Lanzuela, Loscos, Luesma, Mezquita, Monforte, Moyuela, Nogueras, Paniza, Piedrahíta, Rudilla, Santa Cruz, El Villar y Vistabella.

Hoy día no se ha concretado todavía que significado podría tener la palabra "sexma", no obstante hay autores que la relacionan con río y piensan en una división del territorio según el relieve del terreno y los cursos fluviales.
En cada sexma, según las ordenanzas, se establecía que hubiera cuatro hombres que ayudaran al sesmero en sus funciones y que entre todos hicieran 25 hombres lo que a 5 hombres por sesma (4 más el sesmero) hacen 5 sesmas. (hasta la incorporación de la sesma de la Honor de Huesa, momento en el que pasan a ser 6 las sexmas de la comunidad de aldeas de Daroca.
Después de la conquista de Daroca por Jaime I, en torno a la fortaleza de Daroca se dispusieron todos los castillos de las aldeas de la comunidad. Hacia el norte se ubica el amplio castillo de Langa que además de dar refugio a sus habitantes de la zona, custodiaba el paso de jalon por el río Perejiles.
Hacia mediados del siglo XIX, el lugar tenía contabilizada una población de 225 habitantes. Aparece descrito en el décimo volumen del Diccionario geográfico-estadístico-histórico de España y sus posesiones de Ultramar de Pascual Madoz de la siguiente manera:

LANGA: l. con ayunt. de la prov. , aud. terr. y dióc. de Zaragoza (12 leg.), c. g. de Aragon, part. jud. de Daroca (2). sit. en un pequeño valle, al pie de un cerrito que corona un ant. cast., combatido por los vientos del N. y O.: su clima es algo frio y saludable. Tiene sobre 59 casas, 3 calles y una plaza , casa de ayunt. y cárcel; escuela de niños , á la que concurren 24, dotada con 1,200 rs.; igl. parr. (San Pedro Apóstol) servida por un cura de provision real ó del ordinario segun el mes de la vacante y un capellan; 2 ermitas dedicadas á Nra. Sra. de Tocon y Sta. Eulalia, sin culto por deterioro, y un cementerio junto á la igl.; los vec. se surten de una fuente que hay en el pueblo, cuyas aguas filtran y se pierden, apareciendo de nuevo en Miedes para formar el origen del r. de este nombre ó Peregil. Confina el term. por N. con el de Codos; E. Torralbilla; S. Retascon, y O. Miedes. En su radio hacia el N. se encuentra el monte de la Nava, que corre unido á los que forman el pueblo de Cariñena, poblado de carrascas, rebollos, chaparros, estepas y otras matas bajas. El terreno es secano y de regular calidad; prod.: trigo, centeno, cebada, avena, guijas, garbanzos y lentejas; mantiene ganado lanar, y hay caza de liebres y perdices. Los caminos se dirigen á los pueblos limítrofes, y su estado no es muy bueno: se encuentra una venta en el que conduce á Miedes. El correo se recibe de Daroca por balijero los miércoles, viernes y domingos, saliendo los mismos dias. ind.: la agrícola. pobl.: 47 vec., 225 alm. cap. prod.: 609,832 rs.: imp.: 36,500. contr.: 7,997.
(Madoz, 1847, p. 61)

Hasta la reforma de la nomenclatura municipal de 1916 el municipio se llamaba simplemente Langa. En dicha fecha su nombre fue modificado por el de Langa del Castillo.

## Demografía
Langa del Castillo cuenta con una población de 110 habitantes (INE 2024).
| Gráfica de evolución demográfica de Langa del Castillo entre 1842 y 2021 |
| |
| Población de derecho según los censos de población del INE Población de hecho según los censos de población del INEEn estos censos se denominaba Langa: 1842, 1857, 1860, 1877, 1887, 1897, 1900 y 1910 |

## Administración y política
| Período   | Alcalde                     | Partido |  |
| --------- | --------------------------- | ------- |  |
| 1979-1983 | Valeriano Quílez Quílez     | UCD     |  |
| 1983-1987 |                             |         |  |
| 1987-1991 |                             |         |  |
| 1991-1995 |                             |         |  |
| 1995-1999 | Alejandro Salvador Salvador | CIL     |  |
| 1999-2003 | Alejandro Salvador Salvador | PP      |  |
| 2003-2007 | Basilio Valero Gil          | PSOE    |  |
| 2007-2011 | Basilio Valero Gil          | PSOE    |  |
| 2011-2015 | Basilio Valero Gil          | PSOE    |  |
| 2015-2019 | Basilio Valero Gil          | PSOE    |  |
| 2019-2023 | Basilio Valero Gil          | PSOE    |  |
| 2023-2027 | Pascual Salvador Quílez     | PP      |  |

| Partido político    | Partido político                                   | 2003   | 2007   | 2011   | 2015   | 2019   | 2023   |
| Partido político    | Partido político                                   | Ediles | Ediles | Ediles | Ediles | Ediles | Ediles |
|                     | Partido de los Socialistas de Aragón (PSOE-Aragón) | 3      | 3      | 4      | 4      | 4      | 1      |
|                     | Partido Popular de Aragón (PP)                     | —      | 1      | 1      | 1      | 1      | 4      |
|                     | Partido Aragonés (PAR)                             | 2      | 1      | —      | —      | —      | —      |
|                     | Chunta Aragonesista (CHA)                          | —      | —      | —      | —      | —      | —      |
|                     | Izquierda Unida (IU)                               | —      | —      | —      | —      | —      | —      |
| Total de concejales | Total de concejales                                | 5      | 5      | 5      | 5      | 5      | 5      |

## Patrimonio

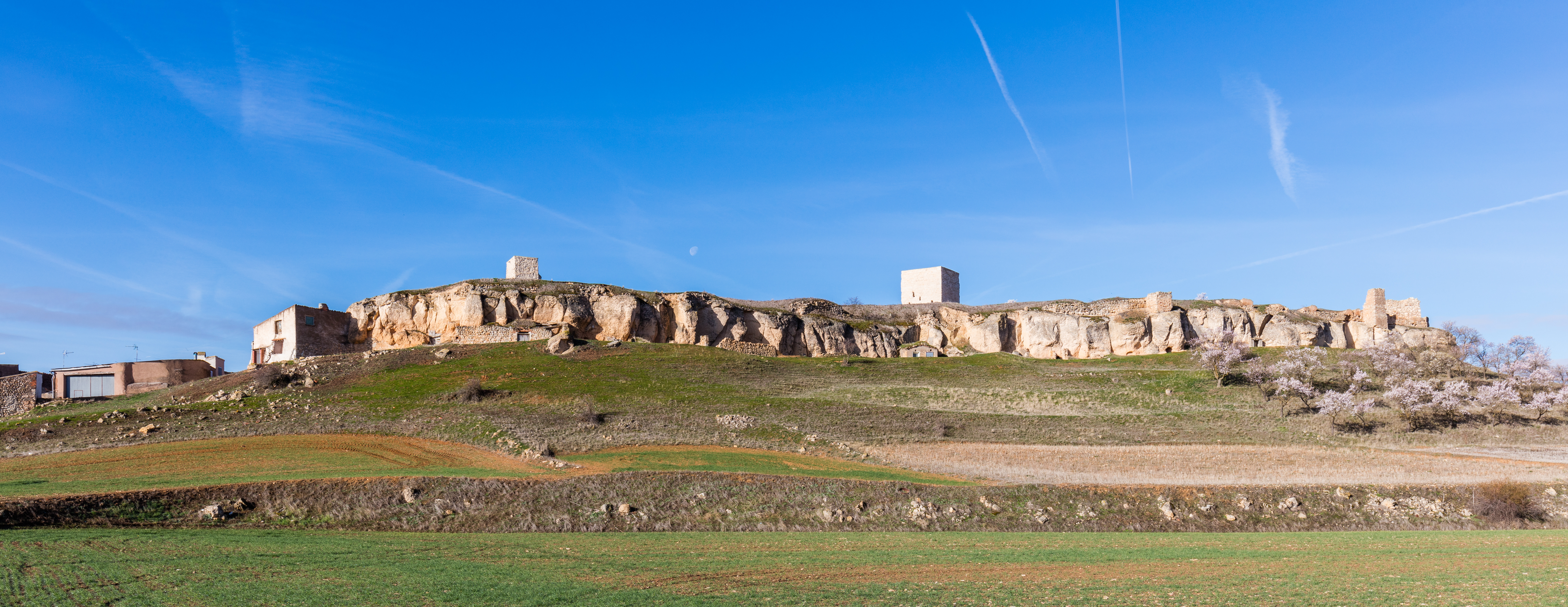
Vista general del castillo

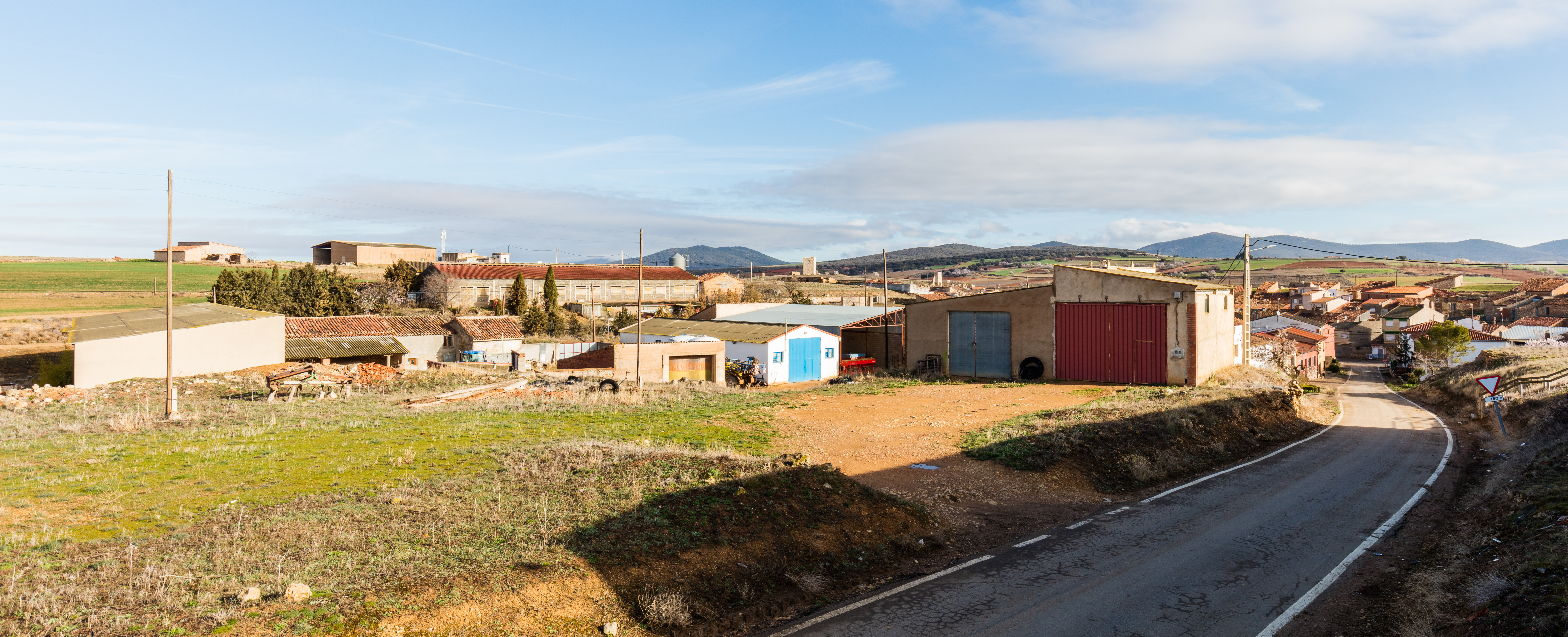
Vista de la localidad

En el municipio se encuentra el castillo de Langa. Aunque es relativamente moderno, de la historia de este castillo solo se sabe que en 1357 fue visitado por el gobernador de Aragón y ministro de Pedro IV el Ceremonioso el incansable partidario de la paz con Castilla, Bernat de Cabrera, cuando estaba reconociendo las fortificaciones, ante la amenaza de invasión castellana. Es posible que en esta época se estuviera construyendo el castillo o finalizando sus obras, pues la estructura que en la actualidad persiste, denota un estilo constructivo aproximado al gótico.
En este castillo se celebró en 1367 una reunión de la Comunidad de Aldeas a la que asistió el Baile General de Aragón y su tesorero, probablemente para recaudar fondos con los que afrontar los gastos de la guerra con Castilla.
Sus restos se alzan sobre una meseta de poca altura que domina el caserío, debió ser muy extenso, pues por sus restos se ve que ocupaba casi la totalidad de la plataforma, unos 5000 m² aproximadamente.
El recinto circundaba todo el perímetro de la muela, más o menos 120 x 60 m, en la actualidad solo quedan en pie dos cubos redondeados y uno rectangular, además de algunos trozos de muralla perforada por estrechas saeteras para defensa de sus flancos. Entre sus restos más importantes destaca la torre —puerta de ingreso al recinto, siendo esta una construcción de basta mampostería perforada por un arco semicircular de entrada bajo una cámara superior, a la que se llega por un portillo arqueado desde el interior del recinto. En el centro del patio de armas se alza la imponente Torre del Homenaje, ésta es de planta cuadrada de unos 6 x 6 m de lado y su aparejo de buena sillería, en sus caras aun conserva unas saeteras, pero sin embargo ha perdido parte de su cuerpo superior; la puerta de ingreso prácticamente ha desaparecido y en sus paredes presenta vestigios de haber tenido un cuerpo de edificio adosado. De la Asociación Cultural de Langa del Castillo.